# The Bangles
The Bangles é uma banda americana de pop rock, formada em Los Angeles em 1981, elas marcaram uma geração com vários singles de sucesso. Os hits da banda incluem "Walk Like a Egyptian", a número um da revista Billboard de 1987, bem como "Manic Monday", "Hazy Shade of Winter" e o single número um "Eternal Flame" de 1989.

## História

### Formação e primeiros anos (1981–1983)
Susanna Hoffs e as amigas Vicki e Debbi Peterson, formaram uma banda em Los Angeles em dezembro de 1980. O trio se chamava The Bangs. A banda fazia parte da cena de Los Angeles Paisley Underground, que apresentou grupos que tocaram uma mistura de rock influenciado pelos anos 1960. Em 1981, o trio gravou e soltou um single ("Getting Out of Hand" b/w "Call on Me") pela DownKiddie Records (seu próprio rótulo). O trio assinou com a Faulty Products, um rótulo formado por Miles Copeland.
A a formação inicial consistia em Susanna Hoffs (vocais e guitarras), Vicki Peterson (guitarras e vocais), Debbi Peterson (voz e bateria) e Annette Zilinskas (vocal e baixo) gravaram um EP em 1982 e lançaram o single "The Real World". Uma questão legal obrigou a banda a mudar seu nome no último minuto, então eles deixaram "The" e adicionaram as letras "les" até o fim para se tornarem Bangles. Seu primeiro EP foi intitulado Bangles e lançado. Em 1983, a Faulty Products liberou um "remix" de 12 polegadas de "The Real World", para as rádios e televisão, mas outro recuo ocorreu quando o selo passou a se chamar I.R.S.. Os trabalhos obtiveram uma redistribuição e re-lançaram o EP. Depois que Zilinskas deixou a banda, para se concentrar em seu próprio projeto, Blood on the Saddle, ela foi substituída por Michael Steele, anteriormente das bandas The Runaways, Toni & The Movers, Slow Children e Elton Duck.

### Auge da carreira (1984–1989)
O álbum de estreia das Bangles foi lançado pela Columbia Records, All Over the Place (1984), resgatou as raízes power pop, da banda, apresentando os singles "Hero Takes a Fall" e "Going Down to Liverpool" (originalmente gravado pela banda Katrina and the Waves). O álbum recebeu boas críticas, e o videoclipe de "Liverpool" apresentava Leonard Nimoy, que ajudou a gerar mais visibilidade. Isso aconteceu através de uma amizade entre as famílias Hoffs e Nimoy. Elas receberam uma audiência muito maior e se tornaram artistas de abertura para Cyndi Lauper na Fun Tour.
Tudo isso foi para atrair a atenção de Prince, que lhes deu a canção "Manic Monday", originalmente escrito para o seu grupo Apollonia 6. "Manic Monday" passou a se tornou número dois nas paradas dos Estados Unidos, Reino Unido e Alemanha, superada no momento apenas por outra composição de Prince, seu próprio "Kiss". O segundo álbum da banda, Different Light (1986), foi mais polido do que o seu antecessor e com a ajuda do sucesso mundial de "Walk Like a Egyptian", levou a banda firmemente para o mainstream. A música foi enviada para eles no meio de uma gravação e o grupo estava dividido sobre se ela seria uma falha ou um sucesso. Quando a música foi lançada, o grupo ficou surpreso ao descobrir que trouxe um novo público de fãs, a maioria deles muito jovem. Comentou Michael Steele para um editor da Revista Nine-O-One Network: "Quando eu saio agora, geralmente são meninas que me reconhecem".
Houve conflitos entre as integrantes da banda depois que a mídia começou a classificar Hoffs como a principal vocalista do grupo, em função da gravadora da banda a Columbia Records, lança na maior parte dos singles, no qual Hoff canta os vocais principais. Na verdade, a divisão de vozes nos álbuns do grupo foram divididos de forma igual, entre todas as integrantes da banda, todas as quais escreveram as músicas.  Hoffs estrelou o filme de 1987 The Allnighter, dirigido por sua mãe, Tamar Simon Hoffs, e foi duramente criticada. Elas logo tiveram outro número de um com a regravação do single "A Hazy Shade of Winter" de Simon & Garfunkel, para a trilha sonora do filme Less Than Zero, e o melancólico "If She Knew What She Wants", escrito por Jules Shear , Entrou no Top 30 dos EUA e no alemão Top 20.
O álbum Everything (1988) foi produzido por Davitt Sigerson, já que a banda teve uma reação negativa ao trabalho com David Kahne em Different Light. O álbum foi outro sucesso multi-platina e incluiu o hit top cinco "In Your Room", bem como o single mais vendido da banda, a balada suave "Eternal Flame". O co-roteirista Billy Steinberg veio com o título depois que Susanna Hoffs, lhe contou sobre a recente viagem da banda a Memphis, Tennessee. O grupo visitou Graceland, propriedade de Elvis Presley em Memphis. Uma "Chama Eterna" em memoriam para Presley é mantida no site, mas no dia em que a banda visitou, a chama havia saído e seu cerco de plástico transparente estava inundado. Quando elas perguntaram o que estava na caixa, elas foram informadas:"Essa é a chama eterna". O single tornou-se o seu maior sucesso mundial e o maior single de uma banda feminina de todos os tempos. Hoffs estava literalmente nua quando gravou a música, depois de ter sido convencida por Sigerson que Olivia Newton-John, conseguiu seus melhores desempenhos ao gravar tudo, enquanto estava nua.
Nesse ponto, as relações de trabalho dentro da banda se derrubaram e as integrantes foram naturalmente seguindo seus caminhos separadas pouco depois. Hoffs começou uma carreira solo e Vicki Peterson viajou como integrante do Continental Drifters e como instrumentista de apoio do The Go-Go's.

### Hiato (1990–1998)
Hoffs lançou um álbum solo When You're a Boy, produzido pelo ex produtor do Bangles David Kahne. O álbum gerou um sucesso moderado com o "My Side of the Bed", e um que Cyndi Lauper escreveu "Unconditional Love", mas não obteve êxito.
Hoffs foi demitida da Columbia durante a gravação de seu segundo álbum solo. O segundo álbum solo de Susanna Hoffs, lançado em 1996, saiu-se melhor criticamente, mas também teve vendas decepcionantes. Hoffs casou-se com o diretor de cinema Jay Roach (Austin Powers e Meet the Parents), e sua união levou ao reencontro das Bangles em 2000, depois que Roach pediu a Hoffs e Debbi Peterson para escrever uma música para o filme Austin Powers: The Spy Who Shagged Me. Vicki Peterson contribuiu para as canções para a banda de New Orleans, a Continental Drifters, que recebeu críticas favoráveis. Debbi Peterson teve uma carreira de curta duração com Siobhan Maher, sob o nome de Kindred Spirit. Steele tinha sido prometida pela Columbia que ela iriam voltar com sua própria carreira solo, quando a banda se dissolveu. No entanto, nada surgiu e foi suspeitado que era uma estrategia da gravadora para acelerar a dissolução da banda e lançar a carreira solo de Hoffs.

### Retorno (1998–presente)
A banda começou a se reunir em 1998, e se reuniram oficialmente para gravar uma música para a trilha sonora de Austin Powers: The Spy Who Shagged Me, sob o comando do diretor do filme, Jay Roach. A música escolhida para o álbum foi "Get The Girl" e foi lançada em 1999. A reunião continuou com uma turnê em 2000. Mais tarde, no mesmo ano, o grupo também foi incorporado ao Vocal Group Hall of Fame. De 2001 a 2002, elas entraram no estúdio para gravarem o álbum Doll Revolution pela Icon Recording Studios em Hollywood, Califórnia. O álbum, que apresenta músicas como "Stealing Rosemary", "Ride the Ride", "Nickel Romeo" e o single "Something That You Said", foi lançado no início de 2003. A faixa-título, escrita por Elvis Costello, Foi originalmente gravado para o álbum de 2002, When I Was Cruel. Doll Revolution foi um sucesso sólido na Alemanha depois que as Bangles tocaram no maior programa de televisão da Alemanha, Wetten, dass..?, mas não conseguiram qualquer impacto em outros mercados como o Reino Unido, os EUA e a Austrália. Em julho de 2004, Paul McCartney entregou as Bangles com "honorary rock'n'roll diplomas" de seu Instituto de Artes Performáticas de Liverpool.
Em 2005, The Bangles anunciou a saída de Micki Steele, que saiu devido a brigas internas nas turnês e gravações. Steele foi substituída pela baixista de turnê Abby Travis, para aparições ao vivo. Eventualmente, Travis foi demitida. Em 31 de dezembro de 2005, o grupo tocou "Hazy Shade of Winter", na frente da Times Square e mais tarde "Eternal Flame" como parte da Rockin 'Eve de Dick Clark do Ano Novo de 2006. Em agosto de 2007 ocorre o lançamento do primeiro DVD oficial ao vivo da banda, Return to Bangleonia – Live in Concert. Em 2008, a banda percorreu os EUA. Outras datas incluíram shows na Alemanha, na Holanda e no popular Festival Cornbury, em Oxfordshire, Inglaterra.
Na primavera de 2009, as Bangles voltaram ao estúdio para começar a trabalhar em um novo álbum intitulado Sweetheart of the Sun, que foi lançado em 27 de setembro de 2011. A banda fez uma turnê no final de 2011 em apoio ao álbum, com datas na Costa Leste, Centro-Oeste e Costa Oeste. Os artistas de abertura incluíram a banda de rock Antigone Rising e a power pop A Fragile Tomorrow.
Em dezembro de 2013, The Bangles tocou duas noites com três outras bandas Dream Syndicate, The Three O'Clock, Rain Parade e The Fillmore em São Francisco e The Fonda Theatre em Los Angeles (concerto beneficentes). A set-list delas se concentrou em seu material inicial, Elas estarão tocando músicas que não tocaram em 30 anos. Em janeiro de 2014, elas se apresentaram no Whisky a Go Go em West Hollywood, Califórnia, em comemoração ao 50º aniversário do Whiskey.
A baixista original Annette Zilinskas começou a se juntar à banda para shows ao vivo selecionados em 2014 e voltou em definitivo à banda em 2018. Esta foi a primeira vez que os quatro membros originais dos Bangles tocaram juntos desde 1983. Em novembro de 2018, três novas gravações dos Bangles foram lançadas como parte de uma coletânea chamada 3×4, que também incluía Dream Syndicate, Three O'Clock e Rain Parade, com cada uma das quatro bandas fazendo covers de músicas das outras bandas. Após o primeiro lançamento do Record Store Day como um álbum duplo em vinil roxo "psychedelic swirl", a Yep Roc Records lançou o álbum em LP, CD e digital em fevereiro de 2019. Todas as quatro bandas se reuniram para tocar no Museu Grammy em maio de 2019. 

## Curiosidades

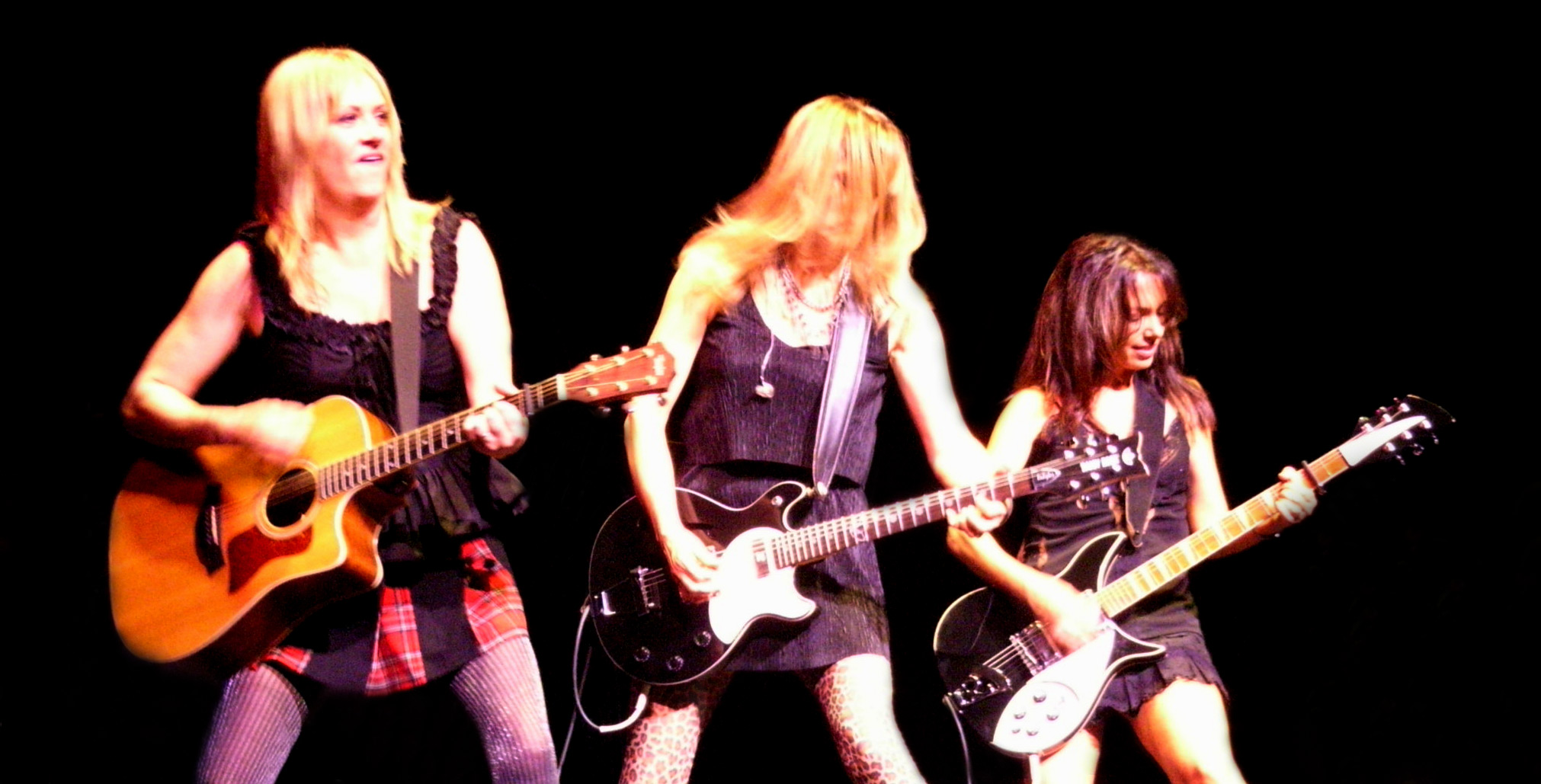
The Bangles em Sydney, em 2010

- As The Bangles são tema de uma canção tributo da banda The Saw Doctors, intitulada I'd Love to Kiss the Bangles (Eu adoraria beijar as Bangles.)
- Susanna Hoffs é tema da canção de Robbie Fulks That Bangles Girl. A canção é uma das favoritas de Fulks, lançada em seu "The Very Best", de 2000. Na parte "Quando a baixinha pegou o microfone, eu sabia que iria surpreender", ele fala de Susanna, a menor membro do grupo (ela mede 1,57m) e vocalista principal.[21]
- A banda apareceu em um episódio da série Gilmore Girls intitulado Concert Interruptus, apresentando partes de Hero Takes a Fall e Eternal Flame.[22]
- As The Bangles tem contribuído para diversas compilações, assim como para muitas outras obras de outros artistas: Elas gravaram a canção "I Got Nothing" para o álbum da trilha sonora do filme de "The Goonies" (1985) , e fizeram uma aparição no vídeo de "Gonnies Enough 'R' Good Enough", de Cindy Lauper. Lauper depois as chamou para fazerem backing-vocals em seu hit "Change of Heart", de 1986.
- Em 1988, durante a gravação de seu álbum Full Moon Fever, Tom Petty e seu guitarrista Mike Campbell convidaram o grupo para fazerem backing-vocals para a canção "Waiting for Tonight". A música não saiu no álbum em seu lançamento, mas está presente nas compilações Playback (1995) e Anthology: Through The Years (2000).
- A versão cover de "Eternal Flame", feito pela banda pop de Liverpool Atomic Kitten, chegou a 1º lugar nas paradas do Reino Unido.
- Susanna Hoffs interpretou Jillian Shagwell, guitarrista solo de uma pseudo-banda chamada Ming Tea, para o filme Austin Powers, dirigido pelo seu marido Jay Roach. A banda teve dois hits: "BBC" e "Daddy Wasn't There", e disso tudo, saiu uma parceria entre Susanna e Matthew Sweet, que interpretara Sid Belvedere, o baixista da banda, e mais tarde, vieram a gravar os álbuns Under The Covers Vol. 1 e 2, lançados em 2006 e 2009, respectivamente, contendo covers de artistas dos anos 60 e 70. Em uma resposta à pergunta de um fã sobre o Ming Tea, Susanna Hoffs afirma: "Tiramos o nome Ming Tea de um obscuro filme italiano de 1960 estrelado por Ursula Andress ". O filme em questão é o "The 10th Victim" , o que caracteriza o Tea Company Ficcional Ming.
- Quando Prince presenteou as The Bangles com "Manic Monday", música que mais tarde se tornaria sucesso mundial, ele não revelou sua identidade, usando o nome Christopher. Ele descobriu as The Bangles num show da turnê do All Over The Place, gostou tanto do som das garotas que escreveu a música para elas, que viria a ser lançada no álbum posterior e faria enorme sucesso.
- Susanna Hoffs gravou os vocais de "Eternal Flame" e várias outras músicas do álbum Everything nua, por ideia do produtor Davitt Sigerson: "Davitt teve a grande ideia de que qualquer uma de nós poderia cantar melhor à noite. Sua teoria era de que você podia se sentir mais relaxada e com mais vontade de cantar à noite. Ele saiu de seu jeito de fazer algo especial para todos, e ele meio que puxou uma brincadeira comigo. Ele me disse que Olivia Newton-John, com quem tinha acabado de trabalhar, cantou nua em todas as suas canções, e ela nunca havia cantado melhor antes. Bem, isso não era verdade, mas eu me apaixonei pela ideia, apesar de ter achado bem estranho, inicialmente. Eu disse, 'Sério? Você está brincando?!'. Então eu segui essa rotina em toda a gravação, onde, é claro, eles colocaram um biombo entre mim e a sala de controle, para que ninguém pudesse ver dentro. E tornou-se essa coisa engraçada, onde eu cantava nua a maioria das músicas que gravei, incluindo "Eternal Flame". Mas foi apenas nesse álbum, eu não o fiz novamente em nenhum outro.", lembra Susanna.
- A música Walk Like An Egyptian foi usada como tema de encerramento no anime Jojo's Bizarre Adventures: Stardust Crusaders
- A música Eternal Flame foi cantada num episódio do seriado The Vampire Diaries pela personagem Caroline Forbes (Candice Accola).

## Integrantes

### Membros atuais
- Susanna Hoffs – vocal e vocal de apoio, guitarra elétrica e guitarra rítmica (1981–1989, 1998–presente)
- Debbi Peterson – vocal, vocal de apoio, bateria, guitarra acústica e percussão (1981–1989, 1998–presente)
- Vicki Peterson – vocal, vocal de apoio e guitarra elétrica (1981–1989, 1998–presente)
- Annette Zilinskas – vocal, baixo e harmónica (1981–1983, 2014, 2018–presente)

### Ex-Membros
- Michael Steele – vocal, vocal de apoio, baixo e guitarra acústica (1983–1989, 1998–2005)

### Membros de turnê
- Derrick Anderson – baixo (2008–2016)
- Abby Travis – baixo (2005–2008)[23]
- Walker Igleheart – teclado (Década de 1980)
- Greg "Harpo" Hilfman – teclado (1989, 1998–2011)

## Discografia
- All Over the Place (1984)
- Different Light (1986)
- Everything (1988)
- Doll Revolution (2003)
- Sweetheart of the Sun (2011)